# Oswald Carver
Oswald Armitage "Waldo" Carver (ur. 2 lutego 1887 w Marple, zm. 7 czerwca 1915 w Gallipoli) – brytyjski wioślarz i oficer, brązowy medalista olimpijski.
Kształcił się w Charterhouse School i Kolegium Trójcy Świętej University of Cambridge. W 1908 roku brał udział w The Boat Race, osada Cambridge odniosła zwycięstwo.
Wystąpił na igrzyskach olimpijskich w Londynie w 1908 roku, gdzie brytyjska osada Cambridge w składzie: Frank Jerwood, Eric Powell, Oswald Carver, Edward Williams, Henry Goldsmith, Harold Kitching, John Burn, Douglas Stuart i Richard Boyle zdobyła brązowy medal. Był to jego jedyny start olimpijski.
Brał udział w I wojnie światowej. W 1914 został razem z Royal Engineers wysłany do Egiptu, wkrótce awansowany na kapitana. Raniony w trakcie bitwy o Gallipoli zmarł po trzech dniach. Odznaczony Gwiazdą 1914–15, Medalem Wojennym Brytyjskim i Medalem Zwycięstwa.